# Раян Дей
Раян Дей (англ. Ryan Day; нар. 23 березня 1980 року)  — валлійський професійний гравець у снукер.
Як плідний брейк-білдер, Дей зробив понад 350 сенчурі брейків за свою кар'єру, серед яких і два максимальні брейки. Він є триразовим чвертьфіналістом чемпіонату світу, входив до топ-8 кращих професійних снукеристів та станом на жовтень 2022 року виграв за кар'єру чотири рейтингові турніри.

## Віхи кар'єри
2007 рік. Досягає свого першого рейтингового фіналу на Malta Cup, програвши Шону Мерфі. Потрапляє до фіналу на Shanghai Masters, але Домінік Дейл відбирає в нього титул.
2008 рік. Програв 7-9 Джону Гіггінсу в фіналі Гран-прі. Піднімається на шосте місце у світовому рейтингу.
2014 рік. Робить свій перший офіційний максимальний брейк (147 очок) на другому етапі Asian Tour - турнірі Haining Open.
2017 рік. Виграє свій перший рейтинговий титул на Riga Masters. У фіналі в Латвії обіграв Стівена Магвайра з рахунком 5-2.
2018 рік. Перемога на Gibraltar Open дає Дею другий рейтинговий титул. У фіналі обіграв Цао Юпенга з рахунком 4-0. Через тиждень Раян виграє нерейтинговий Romanian Open, обігравши в фіналі Стюарта Бінгема.
2019 рік. Виходить до фіналу Gibraltar Open, де програє Стюарту Бінгему.
2020 рік. Робить другий максимальний брейк в Лізі Чемпіонату.
2021 рік. Виграє свій третій рейтинговий титул на турнірі однофреймових матчів Shoot Out, обігравши Марка Селбі в фіналі.
2022 рік. Перемагає у фіналі British Open Марка Аллена 10-7 і виграє четвертий рейтинговий турнір.
2023 рік. Робить третій максимальний брейк на турнірі Tour Championship 2023.

## Особисте життя
Раян Дей одружився з сестрою його мачухи Лінсі влітку 2008 року.
У пари є дві дочки: Франческа (2006 р.н.) та Лорен (2010 р.н.).
Його молодший брат Ріс грав у футбол за "Манчестер Сіті" та збірну Уельсу з футболу для гравців до 21 року.